# Tanya Dimitrova
Tanya Georgieva Dimitrova (búlgaro: Таня Георгиева Димитрова) (15 de marzo de 1957, Pernik) es una exjugadora de voleibol de Bulgaria. Su apellido de casada es Todorova (Тодорова). Fue internacional con la Selección femenina de voleibol de Bulgaria. Compitió en los Juegos Olímpicos de Moscú 1980 en los que ganó la medalla de bronce y jugó tres de los encuentros.